# Brosimum
Genre
Classification APG III (2009)
Brosimum est un genre de plantes à fleurs de la famille des Moraceae, représenté par des arbres, des arbustes ou des lianes. Ce sont des plantes tropicales originaires des Amériques.
Le "Noix-pain" (B. alicastrum) était utilisée par les Mayas pour sa noix comestible. 
Le bois couleur écarlate de Brosimum paraense est utilisé pour le travail du bois décoratif. Le bois d'amourette ou lettre mouchetée (Brosimum guianense), un bois dense, rouge-brun, aux motifs en peau de serpent, est recherché pour la fabrication de petits objets (manches de couteau, par exemple). Les plantes de ce genre sont par ailleurs utilisés pour le bois, les matériaux de construction, et dans un contexte culturel.

## Quelques espèces
- Brosimum acutifolium
- Brosimum alicastrum - Noix-pain
- Brosimum costaricanum Liebm.
- Brosimum discolor
- Brosimum gaudichaudii Trecul – Mama-cadela
- Brosimum glaucum Taub.
- Brosimum glaziovii Taub.
- Brosimum guianense
- Brosimum paraense
- Brosimum parinarioides Ducke
  - Brosimum parinarioides ssp. amplicoma (Ducke) C.C.Berg (= B. amplicoma)
  - Brosimum parinarioides ssp. parinarioides
- Brosimum potabile
- Brosimum rubescens Taub. (= B. paraense)
- Brosimum utile

### Ancienne classification
- Pseudolmedia spuria (Sw.) Griseb. (as B. spurium Sw.)

## Liste d'espèces
Selon NCBI (22 févr. 2011) :
- Brosimum alicastrum
- Brosimum guianense
- Brosimum lactescens
- Brosimum rubescens
- Brosimum utile

Selon ITIS (22 févr. 2011) :
- Brosimum alicastrum Sw.
- Brosimum guianense (Aublet) Huber
- Brosimum utile (Kunth) Pittier